# Stephen Joseph Perry
Pour les articles homonymes, voir Perry.
Compléments
Le père Perry participe aux observations scientifiques de toutes les éclipses solaires de son époque : 1870, 1886, 1887 et 1889.
Stephen Joseph Perry, né à Londres le 26 août 1833 et décédé le 27 décembre 1889 en Guyane, est un prêtre jésuite anglais, professeur de sciences et astronome de renom. Il prit part à diverses expéditions scientifiques organisées par la Royal Astronomical Society chargées d’observer des éclipses solaires,,,.

## Biographie
Stephen Joseph Perry est né dans une famille catholique de notables. Après avoir étudié à l'abbaye bénédictine de Douai, il se rend à Rome dans le but de devenir prêtre. Souhaitant entrer dans la Compagnie de Jésus, il entame son noviciat le 2 novembre 1853, tout d'abord à Hodder, puis au Beaumont College. Il continue ses études au scolasticat de Saint-Acheul près d'Amiens et au Stonyhurst College. Son appétence pour les mathématiques le conduit à assister à Londres aux conférences d'Auguste de Morgan, célèbre mathématicien britannique, ainsi qu'à celles de Bertrand, Liouville, Delaunay, Cauchy et Serret à Paris. À l'automne 1860, il est rappelé à Stonyhurst afin d'y enseigner les mathématiques et la physique. Il supervise aussi, sans doute, les travaux de l'observatoire. En 1874, il devient membre de la Royal Society.
En 1863, il entame des études théologiques à St Beuno's College dans le Pays de Galles en vue du sacerdoce: il est ordonné prêtre en 1866. Il retourne ensuite à Stonyhurst où il reprend ses activités scientifiques et religieuses qu'il poursuivra jusqu'à la fin de sa vie, hormis les périodes où il s'absente pour participer à des missions scientifiques. Le 2 février 1871 le père Perry fait sa profession religieuse définitive dans la Compagnie de Jésus.

## Expéditions
Il est missionné par la Royal Astronomical Society pour diriger l'équipe scientifique chargée de l'observation de l'éclipse solaire du 22 décembre 1870 à Cadix en Espagne. Le succès de cette expédition permet au père jésuite de participer à d'autres missions.
Le gouvernement britannique envoie cinq expéditions observer le transit de Vénus de 1874 à Hawaï, en Égypte, en Nouvelle-Zélande, sur l'île Rodrigues ainsi qu'à Kerguelen. Le père Perry dirige la mission qui embarque au Cap à bord du HMS Volage et débarque dans la baie de l'Observatoire le 5 novembre 1874,. Le transit de Vénus a lieu le 9 décembre 1874 mais la mission se poursuit jusqu'au 27 février 1875.
Il dirige une autre mission pour observer le transit de Vénus de 1882 sur l'île de Nosy Ve au large de Madagascar.
En 1886, il se rend sur l'île de Carriacou dans les petites Antilles pour observer une éclipse solaire puis sur les rives de la Volga en 1887 pour en observer une autre. Cette dernière expédition est un échec en raison des mauvaises conditions météorologiques.
En 1889, il part pour les îles du Salut en Guyane dans le but d'observer une éclipse solaire totale. Malade de dysenterie il y meurt le 27 décembre 1889. Il est enterré au cimetière catholique de Georgetown au Guyana.